# محمد رضا الشبيبي
الاستاذ العلامة الشيخ محمد رضا الشَّبِيْبي (1889 - 1965) هو محمد رضا جواد الشبيبي شاعر من نوابغ الشعراء المتأخرين وزعيم وطني، مفكر رصين شديد التؤدة والأناة، ابتلي بالسياسة فكان مصلحا اجتماعيا مثالي النزعة أكثر منه سياسيا ورجل دولة.

## حياته ونشأته
ولد في النجف عام 1889 على الأرجح، ولكنه ينتمي في الأصل إلى منطقة الجبايش في محافظة ذي قار (الناصرية)، وتلقّی دراسته في مدارسها الدينية، نشأ في رعاية والده الذي كان أديبًا شاعرًا له ديوان ومجموعة من الرسائل سماها «اللؤلؤ المنثور على صدور الدهور» حيث يقول الشبيبي نفسه عن مجلس والده:«ولم يزل ناديه من أبهج نوادي الأدب في النجف، تلقى فيه المحاضرات النافعة، وتجري فيه المناظرات المفيدة، والمذاكرات العلمية فهو مجتمع الطبقة العليا من المهرة الذين يفعل أحاديثهم في الألباب مالا تفعل السحرة»، وهكذا فقد هيّأ له المجلس مجال التعرف على عشرات الأدباء والعلماء والامتزاج بهم، والتأثر بآرائهم وينتمي إلى الأسرة الشبيبية المعروفة في النجف، وأول من استوطن هذه الحاضرة من رجالها الشيخ محمد بن شبيب بن الشيخ راضي بن إبراهيم بن صقر بن عبد العزيز بن دليهم من فخذ يسمى (المواجد) من آل حميد وتحالفوا منذ القدم مع قبيلة بني اسد، ومسكنهم الجزائر في جنوب العراق والدته تنتمي إلى أسرة الطريحي النجفية المعروفة، وتلقى محمد رضا علومه الأولى في الكتّاب عن السيدة مريم البراقية، كما درس علوم العربية والمنطق والفقه والأدب على علماء عصره، ثم تحول إلى الثقافة الحديثة فدرس الفلسفة وغيرها من العلوم، وذلك بعد أن انقطع عن إكمال مراحل الدراسة التقليدية في النجف بعد اجتياز المرحلة الأولى منها أي المقدمات، ليتجه اتجاهاً خاصاً بعد أن شعر بالنفور منها بسبب ما لمسه من جمود وتقيد فيها، فاتجه إلى الدراسة الحرة، والتفكير المجرد، أقبل علی المطالعة والتزوّد من معين العلم والثقافة حتّی احتلّ مکانة مرموقة بين علماء عصره، وجاب كثيرًا من البلاد العربية منها: سوريا وبلاد الحجاز ومصر. وشغل عدّة مناصب دينية وسياسية؛ فقد اختير رئيساً للمجمع العلمي العراقي، ونادي القلم، کما انتُخب رئيساً لمجلس الأعيان (1935) ومجلس النوّاب (1944)، ورئيساً للجبهة الشعبية المتحدة، وشغل منصباً وزارياً في الدولة هو وزارة المعارف عدّة مرّات (من 1924-1948). وانتخب رئيساً للمجمع العلمي العراقي. وكان عضوًا في المجمع العلمي العربي بدمشق، والمجمع اللغوي في القاهرة، ونادي القلم العراقي.

### الشبيبي في ثورة العشرين
أسهم الشبيبي في الثورة ضد الإنجليز، وأيد الدستور العثماني (1908). وعندما أعلنت الحرب العالمية الأولى، وزحف الجيش الإنكليزي نحو بلاده، كان شاعرنا متطوعا بقيادة العلامة السيد محمد سعيد الحبوبي إلى جانب الجيش التركي، وحضر معركة الشعيبة. ثم وقف - حين دخل الإنكليز بغداد - في الحادي عشر من آذار من عام 1917م أمام ((السير ارنولد ولسن)) الحاكم البريطاني قائلاً ((ان العراقيين يرون أن من حقهم أن تتألف حكومة وطنية مستقلة استقلالاً تاماً))، وقد تولى مسؤولية مكتب النجف لجمعية الاتحاد والترقي التي عملت على إقامة حكومة وطنية. وكان وثيق الصلة بالبلاط الملكي الهاشمي، فلعب أدوارًا سياسية بارزة منها: سفرته إلى بلاد الحجاز لمقابلة الملك الحسين بن علي في إطار التأسيس للمملكة. سمي ب«سفير ثورة العشرين» ذلك أنه استطاع ان يصل لقائد الثورة العربية في الحجاز التي اندلعت عام 1916 الشريف حسين بعد أن حمل مطالب وتواقيع العراقيين بأختيار أحد أنجال الشريف حسين ملكاً على العراق بعد أن تيّقن العراقيين بأن المستعمر البريطاني لديه نوايا بإبقاء العراق تحت الحكم العسكري البريطاني المباشر أو إدارة العراق عن طريق المستعمرة البريطانية الهند التي كان يطلق عليها البريطانيون «درة التاج البريطاني» لأهميتها الحيوية والاستراتيجية واللوجستية للاستعمار البريطاني في أقاصي آسيا ووسطها وفي الشرق الأوسط وصولا لشبه الجزيرة العربية والعراق والهلال الخصيب. استطاع الراحل الشبيبي أن يتخفى ويصل إلى الحجاز عن طريق الكويت مضللا الاستخبارات البريطانية وهو يتنقل على ظهر الجمل ومضبطة وتواقيع العراقيين مخفية طي مجلد محكم صنع خصيصا لهذا الغرض في نسخة القرآن الكريم التي كان يحملها الشيخ الشبيبي. من الحجاز استطاع أن يبلغ بلاد الشام حيث اندلعت ثورة العشرين في الفرات الأوسط وكان يمدها بالأخبار فضلا عن جريدة (الفرات) الناطقة بلسان حال الثوار والتي أصدرها شقيقه الأصغر الشيخ محمد باقر الشبيبي (إلى جانب جريدة الاستقلال الناطقة أيضا بلسان حال الثوار والتي اصدرها مؤرخ العراق الراحل عبد الرزاق الحسني)
== الشبيبي وزيراً للمعارف]]
تسلم وزارة المعارف -وزارة التربية حالياً- عدة مرات وكان يستقيل دوماً فضلاً عن رفضه تسنم وزارة العدلية (وزارة العدل حالياً) في وزارة الراحل ياسين الهاشمي أواخر ثلاثينات القرن المنصرم لأسباب أخلاقية دوما علماً ان الشيخ الراحل كان يتمتع بعلاقات جيدة مع الراحل ياسين الهاشمي، أسس المجمع العلمي العراقي وظل رئيساً له إلى أن استقال منه عام 1963 بعد مجيء حزب البعث للسلطة عقب الانقلاب على حكم رئيس وزراء الاسبق الزعيم عبد الكريم قاسم في 8 شباط/ فبراير 1963 ومقتله على أيديهم مطلع اليوم التالي، كما كان الشيخ الشبيبي عضواً في مجلس النواب العراقي لأكثر من مرة وترأس مجلس النواب أكثر من مرة وكان عضواً لمجلس الأعيان غير مرة، له العديد من المؤلفات والدراسات كما كان عضواً في المجمع العلمي في دمشق وعضواً في المجمع العلمي في القاهرة ومنح شهادة الدكتوراه الفخرية من جامعة عين شمس بالقاهرة وكان من المعارضين المعتدلين للسياسة البريطانية في العراق وأية سياسة أجنبية أخرى كذلك كان شقيقه الأصغر الشاعر الشيخ محمد باقر الشبيبي (الذي توفي قبله) لكن الأخير كان يظهر معارضته بحدة عالية وبنقد لاذع يمكن التعرّف عليه بوضوح في اشعاره المشهورة التي تنتقد المحتل ابريطاني واذنابه، تم تأليف العديد من الدراسات عن سيرة حياة الراحل الشيخ محمد رضا الشبيبي وفي عدة جوانب من شخصيته كشاعر وكسياسي وغير ذلك حتى يمكن وصفه بأنه (عدة رجال في رجل واحد) ونوقشت العديد من اطاريح الماجستير والدكتوراه في جامعات بغداد والقاهرة والإسكندرية في جانب الأدب وجانب السياسة وقد توفي بعيد عودته من مؤتمر عربي في القدس وشيّع بطريقة تليق به ونعاه خيرة أدباء وشعراء عصره ومنهم الاديب المصري الراحل طه حسين وغيره وذكره فالح الحجية الكيلاني بكتابه شعراءالنهضة العربية فقال عنه (تميزت لغته وقصائده بالفصاحة والبلاغة والسلاسة ودقة التعبير فهو بحق شاعر بارع وسياسي متمكن وكاتب قدير واحد ثوار وقادة ثورة العشرين العراقية)

## وظائفه بالدولة
- وزيراً للمعارف 1924.
- عضو مجلس نواب 1925، 1933، 1934.
- عضو مجلس الأعيان 1935.
- وزيراً للمعارف عام 1935 للمرة الثانية.
- رئيس مجلس الأعيان 1937.
- وزيراً للمعارف 1937 للمرة الثالثة إلى 1941.
- رئيس مجلس النواب 1944.
- رئيس المجمع العلمي العراقي 1948.
- وزيراً للمعارف 1948م للمرة الرابعة.
- عضو مجلس الأعيان 1954 حتى قيام ثورة 14 تموز 1958.

## من شعره
يرى في الظلم أقبح صفة يتخلق بها الجائرون الظالمون، فحز ذلك في قلبه، وهو يراهم يعملون ما يشاءون، فيقول فيهم:
يقولون: اتيان الكبائر جائز *** وفعل الخطايا المنكرات مباحُ
أخي هذه الأخلاق للجنس نهضةٌ *** وللبشر الآتين منه فلاحُ؟
يريدون للدنيا ضماداً وأنهم *** بجثمان هذا الاجتماع جِراح
فالنهضة التي يتطلع لها الشبيبي لابد أن يساهم أبناء شعبه فيها، إلا أنه يرى شباباً لا يدركون معنى الإصلاح وقيمة الفكر التجديدي، وشيباً عاجزين عن فعل شيء، فيصرخ قائلاً:
شبابٌ طائشٌ نزق *** وشيب مابهم رمقُ
وشعب طالب ثقةً *** فدلوه بمن يثقُ
ففي آرائنا شِيعٌ *** وفي أحزابنا فرق
والأروع ما قاله في الجانب الفكري، اعتقاده على أن الحقيقة الكاملة معنىً مجازياً، وكُلّ يقرؤها بمنظوره الخاص ويعتقد جازما أنها الحقيقة، فكتب قصيدته بعنوان «الحقيقة لا تدرك» وهي نقداً للتقليد والجزمية والتطرف في إطار البحث العلمي، فيقول:
يسوق له دليل تخرّصاتٍ *** ويمنع خصمه أن يستدلا
يؤلفها قياساً منطقيا *** تُمثله قضايا الوهم شكلاً
رويدك قد فتنت بهانفوسا *** رأتك لأن تهذبهنّ أهلاً
دجى التقليد مات ولو *** تقرّى شؤون المستقلين استقلا
يصوب دونهم طرفاً غضيضاً *** ويقبض دونهم باعاً أشلاًّ
فمأسورٌ وإن قالوا طليقٌ *** ومأخوذٌ وان قالوا مُخلّى
بماذا يا نصير الجهل قل *** لي تميس تغطرساً وتميل دلاّ
وما طاوٍ يهاب الوحشُ منه *** عملّس يسحب الذيل الرقلاّ
بأغدر منك إذ تبتزّ مالاً *** يحرّمه النُهي وتراه حلِاّ
إذا وجد المريب بأرض جُبنٍ *** تولاّها، وإن شجت تولّى
وفي أحد الاعوام وفي مدينة صيدا في لبنان وضمن محافلها الأدبية سجل الشبيبي قصيدة رائعة، منها:
عروسٌ من البلدان ليس لها مهرُ *** ومصر سبتني لا الصعيد ولا مصر
وما هي لما قلدتني نعتها *** وشاطئها الا القلادة والنحرُ
وغير كثير من بدائع بلدة *** كصيداء أن اغرى بها انها سحرُ

## مؤلفاته
- ديوان شعر صدر عام 1940 (ديوان الشبيبي)
- مؤرخ العراق ابن الفوطي عام 1950 الجزء الأول منه، وقال عنه الدكتور حسين علي محفوظ: إن الذي حمل الشبيبي على إخلاد ابن الفوطي وجعله معنياً به، وعظمّه في عينه؛ هو تشابه الرجلين، فهما اللذان أرخا العراق، ودونا أخباره، تصيدا أبناءه (16)
- أصول ألفاظ اللهجة العراقية، طبع عام 1956م.
- فن التربية في الإسلام (محاضرة عام 1958م).
- لهجات الجنوب، طبع عام 1961م.
- ابن خلكان وفن الترجمة، طبع عام 1962م.
- القاضي ابن خلكان: منهجه في الضبط والإتقان، طبع عام 1963م.
- أدب المغاربة والأندلسيين، طبع عام 1961.
- رحلة في بادية السماوة، طبع عام 1964م.
- رحلة إلى المغرب الأقصى، طبع عام 1965م.
- تُراثنا الفلسفي، حاجته إلى النقد والتمحيص، طبع عام 1953م (17).